# Telltale
Ein Telltale (auch Windfaden, Trimmfaden) ist ein Stück Garn, Wollfaden oder ein dünner Spinnaker-Stoffstreifen, das an einem Segel, einem Stag oder am Rig auf einem Segelboot befestigt ist. In der Regel befinden sie sich jeweils an Backbord und Steuerbord. Er ermöglicht es, die Windströmung an den Segeln zu visualisieren. Die Bedeutung der laminaren Luftströmung beim Segeln wurde von Manfred Curry erkannt, der in den 1930ern als erster Yachtsegel im Windkanal testete.

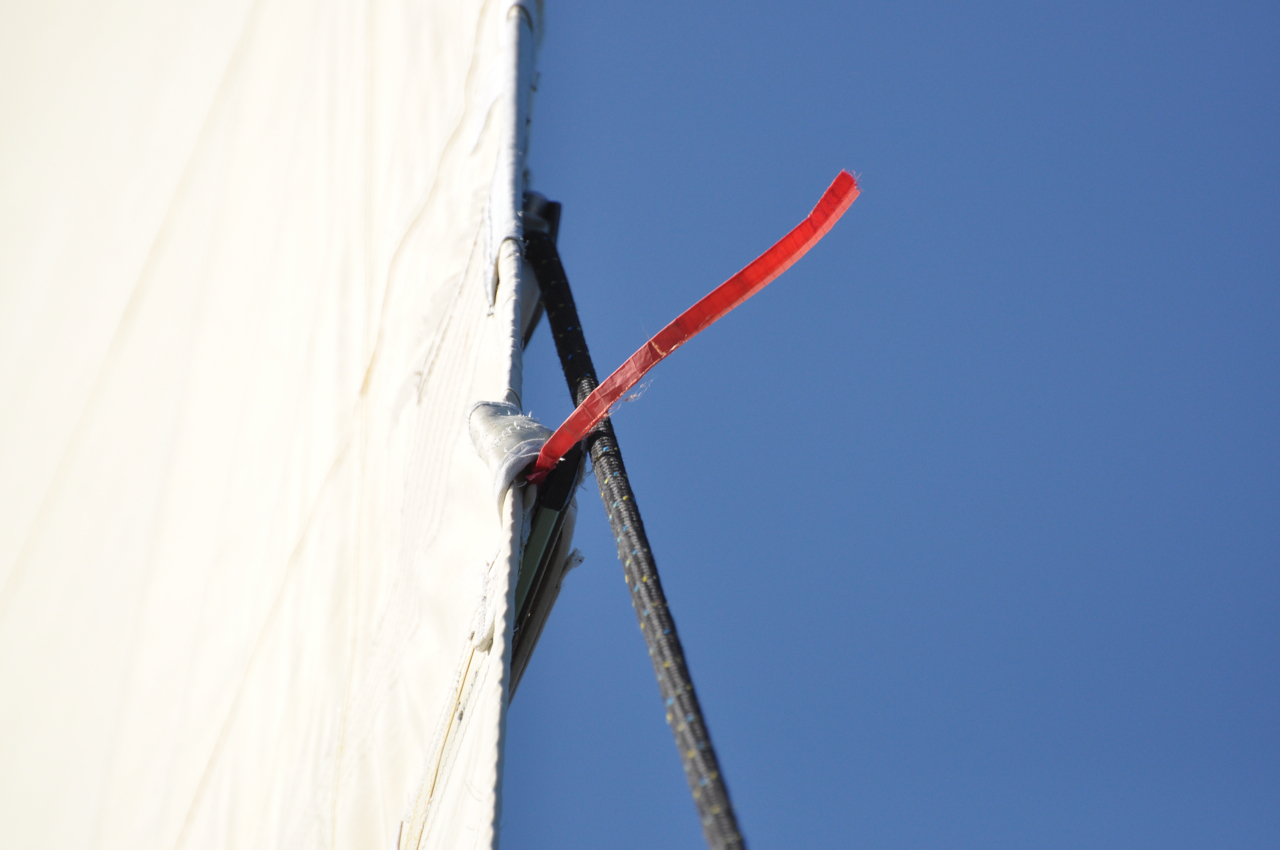
Telltale am Großsegel

## Großsegel
Die am Großsegel befestigten Telltales dienen als Orientierung zum Trimmen eines Segels. Am Großsegel können Telltales auf dem Achterliek (hintere Kante) angebracht werden.  Wenn das Großsegel richtig getrimmt ist, klappt der obere Telltale gelegentlich nach Lee, während die anderen nach achtern auswehen
- Alle Telltales wehen nach achtern aus = zu viel Twist
- Alle Telltales klappen nach Lee um = zu wenig Twist
- Der obere Telltale klappt gelegentlich nach Lee, die anderen wehen nach achtern aus = das Segel ist richtig eingestellt[3]

Wenn sie auf dem Vorliek (Vorder- oder Mastkante des Großsegels) platziert werden, werden sie verwendet, um anzuzeigen, ob der Anstellwinkel des Segels zum Wind hin richtig ist. Das Flattern der lee- oder luvwärtigen Fäden am Vorliek zeigt einen zu kleinen, beziehungsweise zu großen Anstellwinkel an. Die Lösung besteht darin, den Kurs zum Wind anzupassen.

## Vorsegel
Am Vorsegel können sich auf beiden Seiten des Vorliekes Telltales befinden. Als allgemeine Richtlinie sollte die Telltales nach achtern (rückwärts) mit gelegentlichem Auftrieb strömen. Wenn ein Telltale in zu flattern beginnt, zeigt dies an, dass sich das Segel auf dieser Seite von der Luftströmung gelöst hat. Um dies zu korrigieren, muss sich das Segel auf die gegenüberliegende Seite bewegen, also die Pinne muss zum flatternden Telltale gedrückt werden. Alternativ kann das Segel selbst in Richtung des Telltales das anliegt dichtgeholt oder entsprechend gefierd werden.
- ein flatterndes Luv-Telltale weist auf ein untertrimmtes Segel hin, so dass die Besatzung das Segel dichtholen muss.
- ein flatterndes Lee-Telltale weist auf ein übertrimmtes Segel hin, so dass die Besatzung das Segel  fieren muss.[4]

Außerdem zeigen die Telltales an ob der Twist des Segels richtig eingestellt ist, oder ober der Holepunkt entsprechend verstellt werden muss. Wenn der oberste Faden zuerst anfängt zu steigen ist zu viel Twist eingestellt und der Holepunkt muss zum Bug hin verstellt werden, dadurch wird das Schothorn weiter nach unten gezogen, die Achterliekspannung wird verstärkt und der Twist wird geringer. Wenn der untere Faden zuerst anfängt zu steigen ist zu wenig Twist eingestellt und der Holepunkt muss nach achtern verstellt werden um mehr Twist zu bekommen.